# Вице-президент Анголы
Вице-президент Республики Ангола (порт. Vice Presidente da República de Angola) — второе по значимости должностное лицо в исполнительной власти Анголы.
Вице-президент замещает президента в случае невозможности исполнения последним своих обязанностей, и занимает его пост, пока он вакантен. Правом назначения вице-президента и отрешения его от должности обладает единолично президент страны.

## Список вице-президентов Анголы
|   | Портрет | Имя                                                                                                 | Начало полномочий | Окончание полномочий | Партия                                                  | Президент                     | Примечания |
| - | ------- | --------------------------------------------------------------------------------------------------- | ----------------- | -------------------- | ------------------------------------------------------- | ----------------------------- | ---------- |
| 1 |         | Фернанду да Пьедаде Диаш душ Сантуш (1950—) порт. Fernando da Piedade Dias dos Santos               | 5 февраля 2010    | 26 сентября 2012     | Народное движение за освобождение Анголы — Партия труда | Жозе Эдуарду душ Сантуш       | [ 1 ]      |
| 2 |         | Мануэл Домингуш Висенте (1956—) порт. Manuel Domingos Vicente                                       | 26 сентября 2012  | 26 сентября 2017     | Народное движение за освобождение Анголы — Партия труда | Жозе Эдуарду душ Сантуш       | [ 2 ]      |
| 3 |         | Борниту ди Соуза Балтазар Диогу (1953—) порт. Bornito de Sousa Baltazar Diogo                       | 26 сентября 2017  | 14 сентября 2022     | Народное движение за освобождение Анголы — Партия труда | Жуан Мануэл Гонсалвиш Лоренсу | [ 3 ]      |
| 4 |         | Эсперанса Мария Эдуарду Франсишку да Кошта (1961—) порт. Esperança Maria Eduardo Francisco da Costa | 15 сентября 2022  | действующий          | Народное движение за освобождение Анголы — Партия труда | Жуан Мануэл Гонсалвиш Лоренсу | [ 4 ]      |